# Конькобежный спорт на зимних Олимпийских играх 2006

Соревнования по конькобежному спорту на зимних Олимпийских играх 2006 года проводились на крытом катке «Овал Линготто» в Турине. Итальянцы на домашнем льду выиграли 2 золота и 1 бронзу, и эти награды стали первыми для них в конькобежном спорте на Олимпийских играх за всю историю.
Успешнее всего выступили американские (7 медалей, в том числе 3 золота) и нидерландские (9 медалей, в том числе 3 золота) конькобежцы. 8 медалей (2 золота) выиграли канадцы.
33-летняя Клаудия Пехштайн из Германии на Играх в Турине довела количество своих олимпийских наград до 9, в том числе на её счету пять золотых медалей. Больше Пехштайн никто из конькобежцев медалей на Олимпийских играх не выигрывал (рекорд Пехштайн был превышен на Играх 2018 года Ирен Вюст).
На дистанции 5000 метров Пехштайн уступила только своей ровеснице бывшей велогонщице Кларе Хьюз из Канады, на счету которой две бронзы летних Олимпийских игр 1996 года в Атланте.

## Медалисты
Курсивом в командной гонке выделены те спортсмены, которые не бежали в финале, но получили награды

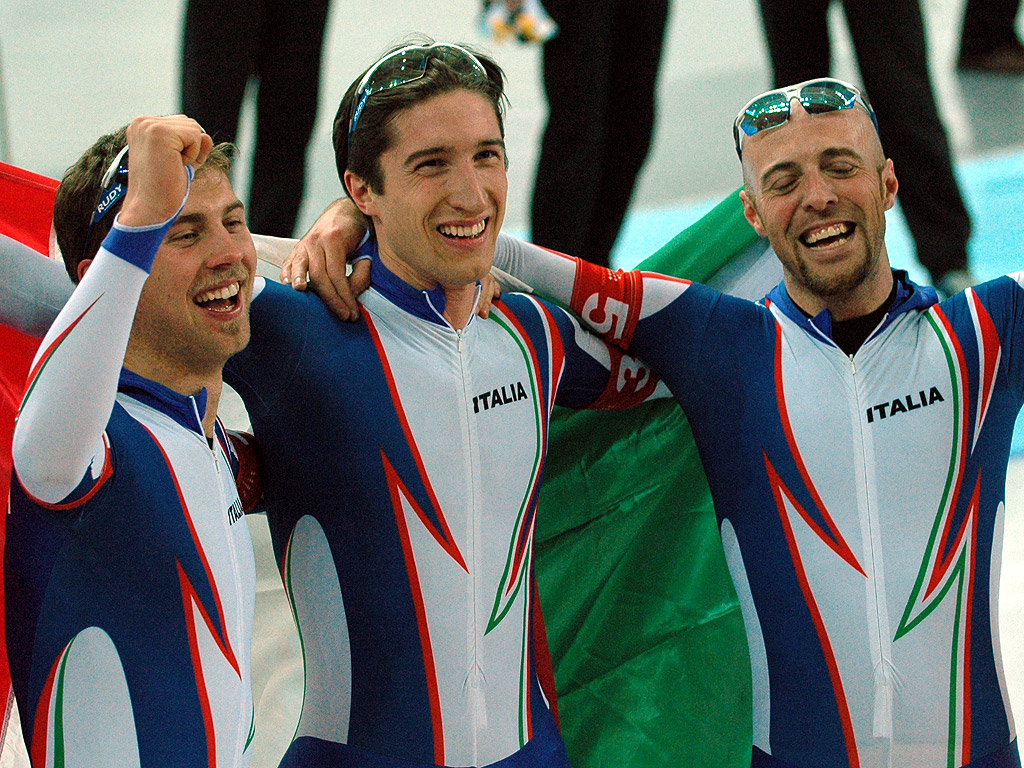
Итальянцы Маттео Анези, Энрико Фабрис и Ипполито Санфрателло празднуют победу в командной гонке

### Мужчины
| Дисциплина                    | Золото                                                                            | Серебро                                                                                    | Бронза                                                                                    |
| 500 метров см. подробнее      | Джоуи Чик США                                                                     | Дмитрий Дорофеев Россия                                                                    | Ли Ган Сок Республика Корея                                                               |
| 1000 метров см. подробнее     | Шани Дэвис США                                                                    | Джоуи Чик США                                                                              | Эрбен Веннемарс Нидерланды                                                                |
| 1500 метров см. подробнее     | Энрико Фабрис Италия                                                              | Шани Дэвис США                                                                             | Чэд Хедрик США                                                                            |
| 5000 метров см. подробнее     | Чэд Хедрик США                                                                    | Свен Крамер Нидерланды                                                                     | Энрико Фабрис Италия                                                                      |
| 10 000 метров см. подробнее   | Боб де Йонг Нидерланды                                                            | Чэд Хедрик США                                                                             | Карл Верхейен Нидерланды                                                                  |
| Командная гонка см. подробнее | Италия · Маттео Анези · Энрико Фабрис · Ипполито Санфрателло · Стефано Донагранди | Канада · Арне Дэнкерс · Стивен Эльм · Джастин Варшылевиц · Денни Моррисон · Джейсон Паркер | Нидерланды · Свен Крамер · Марк Тёйтерт · Карл Верхейен · Ринтье Ритсма · Эрбен Веннемарс |

### Женщины
| Дисциплина                    | Золото                                                                                           | Серебро                                                                                | Бронза |
| 500 метров см. подробнее      | Светлана Журова Россия                                                                           | Ван Маньли Китай                                                                       | Жэнь Хуэй Китай                                                                                           |
| 1000 метров см. подробнее     | Марианне Тиммер Нидерланды                                                                       | Синди Классен Канада                                                                   | Анни Фризингер Германия                                                                                   |
| 1500 метров см. подробнее     | Синди Классен Канада                                                                             | Кристина Гровс Канада                                                                  | Ирен Вюст Нидерланды                                                                                      |
| 3000 метров см. подробнее     | Ирен Вюст Нидерланды                                                                             | Ренате Груневолд Нидерланды                                                            | Синди Классен Канада                                                                                      |
| 5000 метров см. подробнее     | Клара Хьюз Канада                                                                                | Клаудия Пехштайн Германия                                                              | Синди Классен Канада                                                                                      |
| Командная гонка см. подробнее | Германия · Даниела Аншюц-Томс · Анни Фризингер · Клаудия Пехштайн · Люсиль Опиц · Сабине Фёлькер | Канада · Кристина Гровс · Клара Хьюз · Кристин Несбитт · Синди Классен · Шэннон Ремпел | Россия · Екатерина Абрамова · Светлана Высокова · Екатерина Лобышева · Варвара Барышева · Галина Лихачёва |